# Lago Lacrimógeno
El Lago Lacrimógeno es un lago ficticio en la serie de libros una serie de catastróficas desdichas de Lemony Snicket. Dicho lago fue el lugar en donde ocurrieron ciertos eventos en El ventanal (la tercera novela). 
Es un lago tan grande que puede llegar a provocar huracanes; el huracán Herman (un huracán en la novela) estuvo presente. Una de sus características más distinguidas son las sanguijuelas que habitan sus aguas. Si alguien entra al Lago Lacrimógeno en menos de una hora después de comer, las sanguijuelas del Lacrimógeno olerán la comida y le devorarán. Así es como Ike y posiblemente Josephine Anwhistle llegaron a su fin. Existen muchas características acerca del lago, incluyendo la Cueva Sombría (la cual está en venta), un acantilado que sostuvo antes la casa de Josephine Anwhistle, playas y el pueblo del Lago Lacrimógeno.
Cuando hay buen clima el centro turístico está lleno, pero en los malos tiempos las cosas están muertas. Un lugar de particular característica es el restaurante El Payaso Complaciente, el cual supuestamente tiene a un miembro de V.F.D. disfrazado como mesero que dice: "No me había dado cuenta de que era una ocasión triste." La comida es horrible. Algunas comidas incluyen el Aperitivo Super Divertido Especial Familias (Es un conjunto de cosas fritas juntas y servidas con una salsa), la Sorprendente Ensalada de Pollo y las Cheeseburgers Animosas. Los clientes conocidos incluyen al Sr. Poe y a su hermana, Elenora, los huérfanos Baudelaire, el Conde Olaf (bajo el disfraz del Capitán Sham), Jacques Snicket (posiblemente) y Lemony Snicket, el cual tuvo que recoger un mensaje secreto.
Otro lugar de importancia es el Muelle Damocles, donde se encuentra el Ferry Veleidoso. Allí es donde se encuentran los barcos de vela en renta del Capitán Sham. Otros lugares son el faro de color lavanda, marcando la localización de la Cueva Sombría, una tienda de ropa llamada "¡Mira! ¡Me entra bien!", las Rocas Rancourous y la Bañera Perversa. Los últimos 3 fueron simplemente mencionados y no juegan ninguna importancia en la historia.
Se sabe que el Capitán Widdershins patrullaba el Lago Lacrimogéno en su submarino, el Queequeg.
El nombre "Lacrimógeno" significa "que causa lágrimas". Dentro de una escala de tres primeros lugares este nombre se encontraría en el primer lugar ya que encaja perfectamente con el tema de las desdichas que abundan en la serie y en segundo lugar (y tal vez, más importante) Lacrimosa es un movimiento en Réquiem en D Menor de Mozart, famosamente conocida como la última pieza de música que nunca terminó. La música de Mozart es notablemente empleada por V.F.D. en forma de código.
- Datos: Q1091236